# Arytera divaricata
Arytera divaricata là một loài thực vật có hoa trong họ Bồ hòn. Loài này được F.Muell. mô tả khoa học đầu tiên năm 1859.

## Hình ảnh

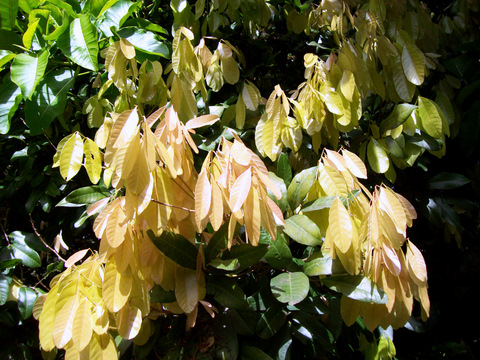
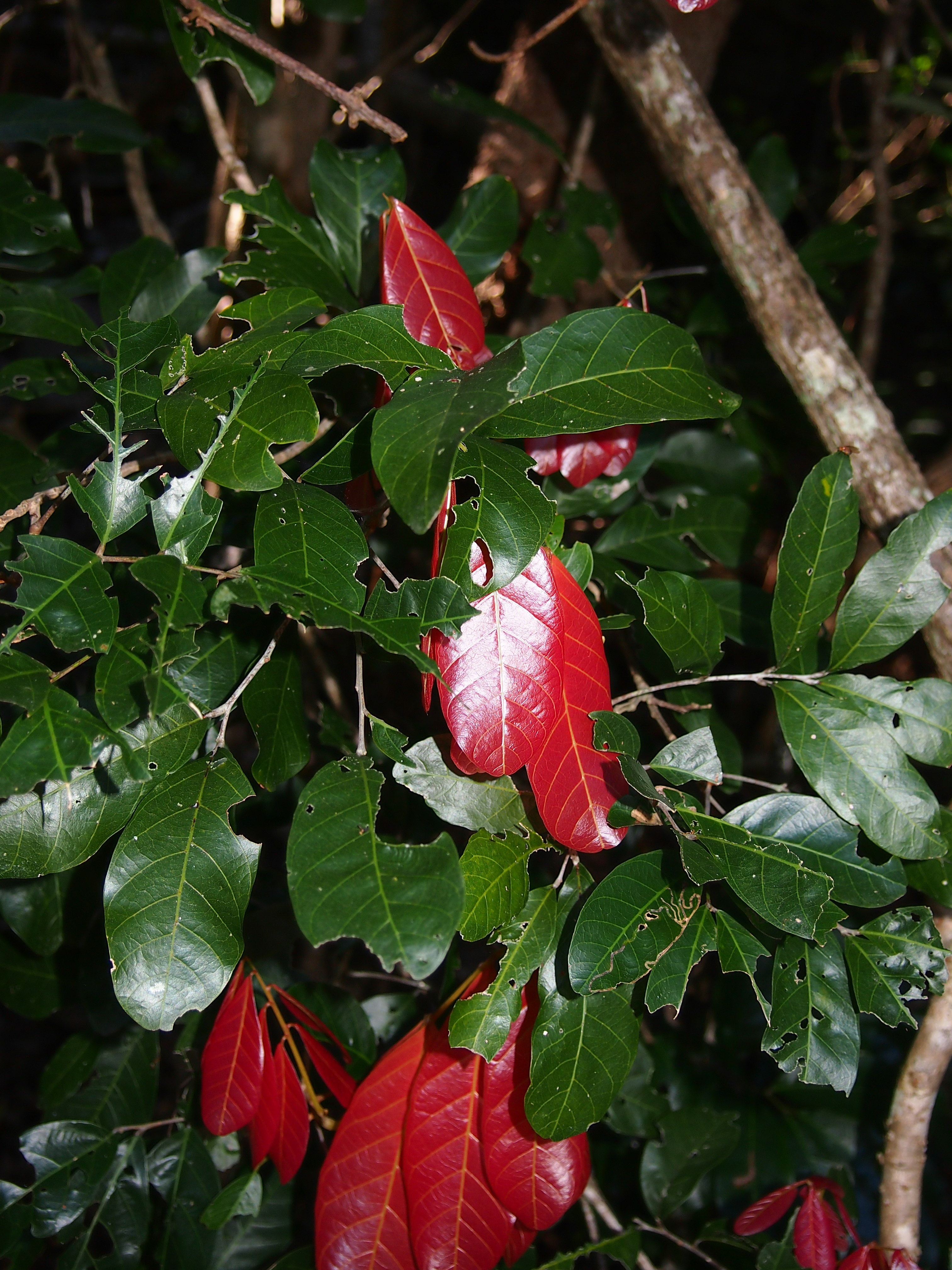